# Aïn Makhlouf
Aïn Makhlouf (em árabe: عين مخلوف), anteriormente Renier, é uma cidade e comuna localizada na província de Guelma, Argélia. Segundo o censo de 2008, a população total da cidade era de 12 300 habitantes.